# Pumori
Pumori of Pumo Ri (Nepali: पुमोरि, pūmori; Tibetaans: པུམོརི་) is een 7161 meter hoge bergtop in de Himalaya, op de grens tussen Nepal en Tibet (China). De berg hoort bij de bergketen van de Mahalangur Himal. Daartoe behoren ook Mount Everest (8850 m) en Cho Oyu (8201 m), respectievelijk ten oosten en westen van Pumori.
Pumori is dankzij de relatief grote prominentie een markante top vanaf zowel de Tibetaanse als Nepalese zijde. De berg domineert vanuit Nepal het gezichtsveld vanaf het uitzichtpunt Kala Patthar (5545 m), dat jaarlijks duizenden toeristen trekt vanwege het panorama over Mount Everest en andere hoge toppen.
De naam "Pumori" betekent in het Sherpa "ongehuwde dochter", en werd bedacht door de Britse alpinist George Mallory. De "ouder" waarnaar de naam verwijst is Mount Everest. Pumori is een relatief gemakkelijk te beklimmen "zevenduizender", met moeilijkheidsgraad III. De eerste beklimming was door een Duits-Zwitserse expeditie onder leiding van Gerhard Lenser in 1962. Tegenwoordig wordt de berg jaarlijks door verschillende groepen beklommen.